# Helmuth Prieß
Helmuth Prieß (* 18. März 1939 in Hildesheim; † 26. April 2012 in Bonn) war ein Oberstleutnant a. D. sowie Mitbegründer, Sprecher und Ehrenvorsitzender des Arbeitskreises Darmstädter Signal. Als kritischer Soldat geriet Prieß mehrfach in Konflikt mit seinen Vorgesetzten.

## Leben
Prieß erlangte vorzeitig das Abitur und absolvierte danach eine Lehre zum Großhandelskaufmann. Anschließend war er 32 Jahre lang Berufssoldat. In der Bundeswehr war er unter anderem als Kompaniechef an der Durchführung von Kernwaffen-Transporten beteiligt. 1972 wurde er wegen seiner erklärten Gegnerschaft zu Atomwaffen zum Heeresamt in Köln versetzt. Er war unter anderem Inspektionschef an einer Truppenschule. 1992 wurde er wegen der Äußerung, dass Soldaten potenzielle Mörder seien, vom Major zum Oberleutnant degradiert. Die Dienstgradherabsetzung wurde in letzter Instanz vom Wehrdienstsenat am Bundesverwaltungsgericht aufgehoben und Prieß lediglich zu einer Disziplinarbuße von 500 Deutsche Mark verurteilt.
Prieß war seit 1972 Mitglied der SPD, seit 1974 Mitglied der ÖTV und damit später Mitglied der Gewerkschaft ver.di. Er war seit 1979 im Gemeinderat von Swisttal und 15 Jahre lang der Erste Stellvertretende Bürgermeister der Gemeinde. 1983 war er Mitbegründer und mit Ausnahme von 1996/97 Sprecher des Darmstädter Signals.

## Zitate
„Wir haben uns im September 1983 in Darmstadt zusammengeschlossen, um gegen die damals geplante irrsinnige Stationierung von Mittelstreckenraketen in Ost und West zu protestieren. Auch um deutlich zu machen, dass Frieden auf unserer Welt nicht mit Waffen erzwungen oder dauerhaft erhalten werden kann, sondern nur mit friedlichen, nichtmilitärischen Schritten zur Konfliktlösung und mit einer Politik, die soziale Gerechtigkeit weltweit fördern.“
„Wir haben uns zusammengeschlossen, um deutlich zu machen, dass auch innerhalb der Bundeswehr Zeit- und Berufssoldaten Dienst tun, die - wenn auch nur als Minderheit - kritische, abrüstungsfördernde Meinungen haben und diese auch öffentlich vertreten. Das wurde von der militärischen Führung und den Verteidigungsministern, bis heute, nicht begrüßt. Dennoch: Wir ‚Signaler‘ werden auch in Zukunft unser Bürgerrecht auf freie Meinungsäußerung engagiert wahrnehmen.“ (Oberstleutnant a. D. Helmut Prieß im Namen von 150 Offizieren und Unteroffizieren des Darmstädter Signals beim Ostermarsch 2001 in Wedel)

## Auszeichnungen
- Gustav-Heinemann-Bürgerpreis (1984)
- Clara-Immerwahr-Auszeichnung der IPPNW (1992)
- Bundesverdienstkreuz am Bande (1996)
- Ehrenmedaille mit Nadel der Gemeinde Swisttal (2011)